# Maligaya
Maligaya (1.ª Zona)
es un barrio rural  sede del municipio filipino de primera categoría de El Nido perteneciente a la provincia  de Paragua en Mimaro,  Región IV-B.
En 2007 Maligaya contaba con 934 residentes.

## Geografía
El municipio de El Nido se encuentra 238 kilómetros al noreste de Puerto Princesa,  capital provincial. 
Su término ocupa el extremo meridional de isla Paragua. Linda al norte con la  isla de Linapacán y otras  del grupo de las islas Calamianes; al sur con el municipio vecino de Taytay; al este con el Mar de Joló frente a las islas que forman el municipio de Agutaya; y al oeste con el  mar de la China Meridional, conocido localmente como el Mar del Oeste de Filipinas.

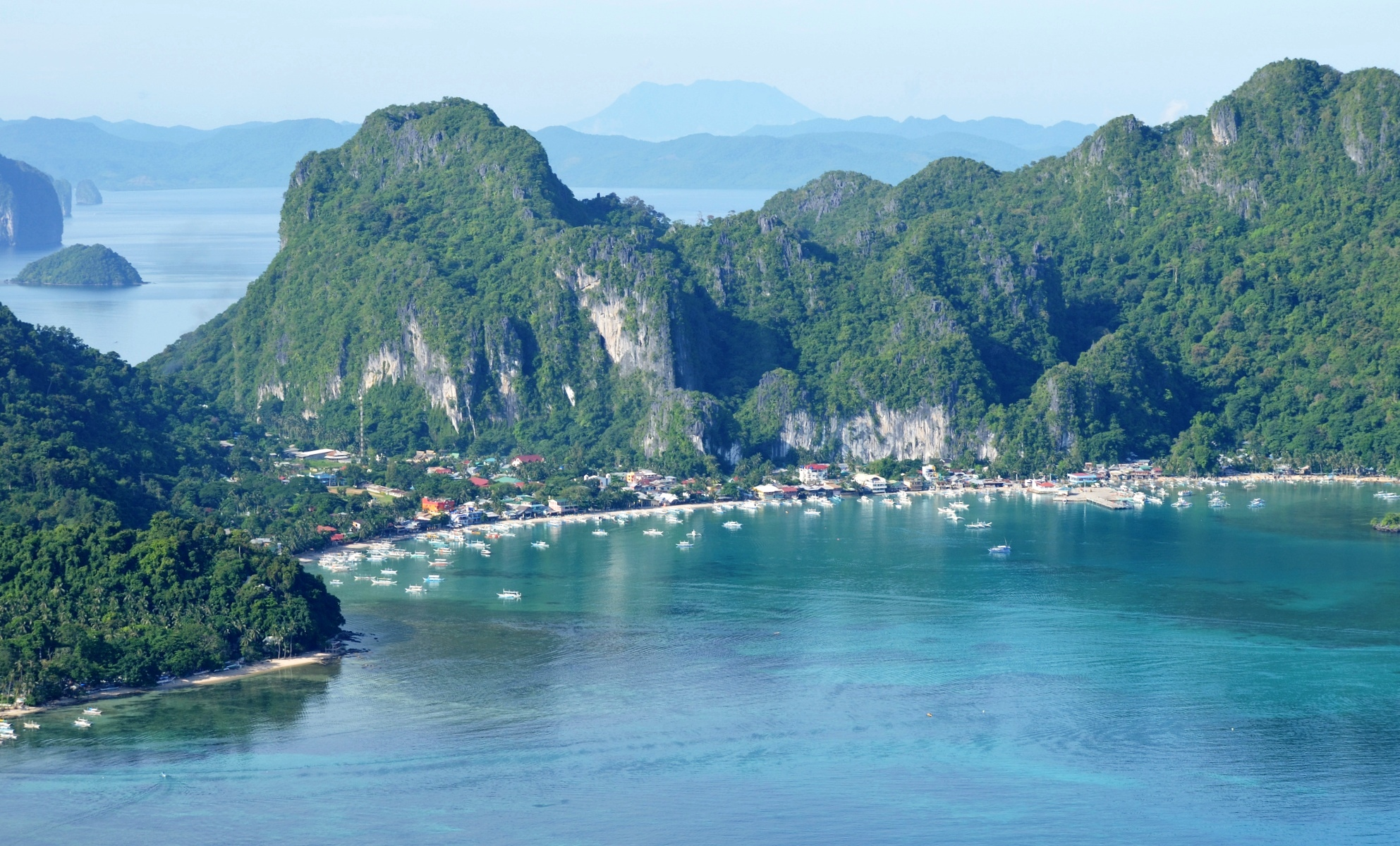
Vista de playa y puerto.

Situado en la costa oriental y en el centro del municipio, linda al norte con la costa y el barrio de Masagana, 3.ª Zona; al sur con la costa; al este con los barrios de  Villa Libertad y  de Corong-Corong (4ª Zona); y al oeste con la península que forma la parte insular del barrio de Buena Suerte.
Maligaya, 1.ª Zona, junto con los barrios de Buena Suerte, 2.ª Zona; Masagana, 3.ª Zona; y Corong-Corong, 4ª Zona, forma la Población de este municipio de El Nido donde habitan 7.166  personas.

### Demografía
El barrio  de Maligaya contaba  en mayo de 2010 con una población de 1.142 habitantes.

## Historia
Bacuit formaba parte de la provincia española de  Calamianes, una de las de las 35 provincias de la división política del archipiélago Filipino, en la parte llamada de Visayas. Pertenecía a la audiencia territorial  y Capitanía General de Filipinas, y en lo espiritual a la diócesis de Cebú.

## Patrimonio
Iglesia parroquial  católica bajo la advocación de San Francisco de Asís que forma parte del Distrito 2 de  la Vicaría Apostólica de Taytay sufragánea  de la Arquidiócesis de Lipá.